# Lijst van Macedonische steden
Dit is een lijst van grote steden in Noord-Macedonië.

## Steden > 100.000
- Skopje - 506.930
- Kumanovo - 105.484

## Steden > 50.000
- Bitola - 95.385
- Tetovo - 86.580
- Gostivar - 81.042
- Prilep - 76.768
- Veles - 55.108
- Strumica - 54.676
- Ohrid - 54.380

## Steden < 50.000
- Štip - 43.000
- Kavadarci - 33.800
- Kičevo - 30.100
- Kočani - 27.700